# Indicateur de choc
Pour les articles homonymes, voir Indicateur et Choc.

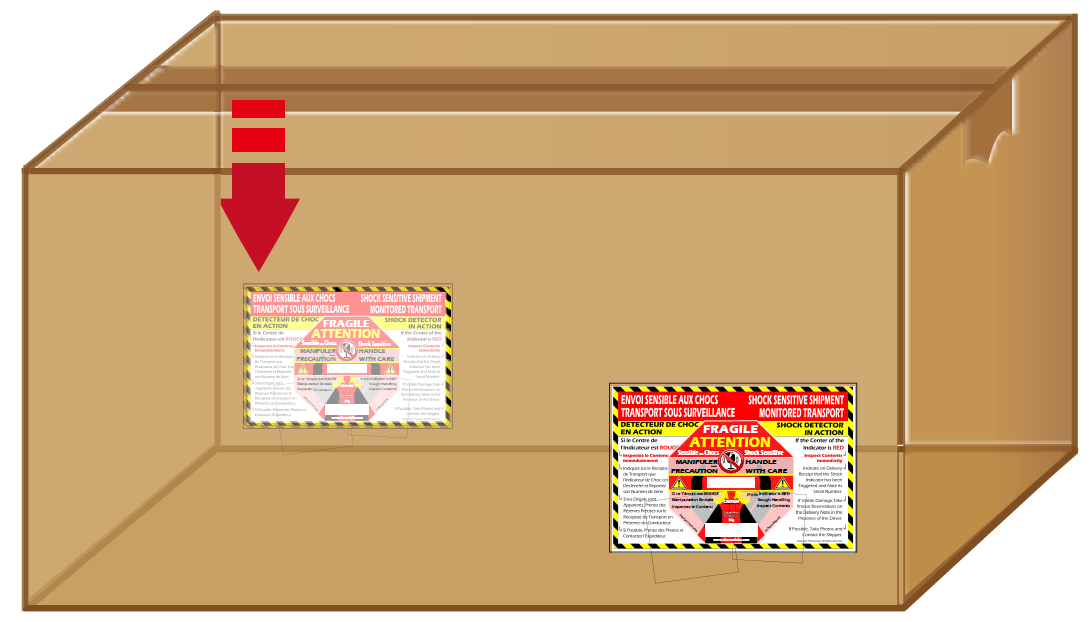
Carton avec deux indicateurs de choc.

Un indicateur de choc, détecteur de choc ou un moniteur d'impact est un dispositif dont l'état renseigne sur la survenue d'un choc depuis sa mise en place sur l'objet concerné, principalement en transport et logistique sur les expéditions d'objets de valeur fragiles. Les indicateurs ont généralement une sortie binaire (go/no-go) et sont parfois appelés dispositifs de surcharge de choc. Ils peuvent être utilisés dans les casques de sport pour aider à estimer si un impact dangereux a pu se produire.

## Généralités
Les chocs sont souvent spécifiés par l'accélération maximale exprimée en g-s (parfois appelées forces g). La forme du choc et en particulier la durée sont tout aussi importantes : par exemple, un choc de 1 ms 300 g a peu de potentiel de dommages et n'est généralement pas considérable, mais un choc de 20 ms 300 g peut être critique. Selon l'utilisation, le détecteur de choc doit être adapté à la sensibilité de l'objet qu'il est destiné à surveiller.
L'emplacement de montage affecte également la réponse de la plupart des détecteurs de chocs. Un choc sur un article rigide tel qu'un casque de sport ou un emballage rigide peut répondre à un choc de terrain par une impulsion en dents de scie qui, sans un filtrage approprié, est difficile à caractériser. Un choc sur un article rembourré a généralement une impulsion de choc plus douce, et donc des réponses plus cohérentes du détecteur de choc.
Les chocs sont des quantités vectorielles, la direction du choc étant importante pour l'objet concerné. Les détecteurs de choc peuvent également être très sensibles à la direction du choc d'entrée.

## Technologies
Il existe une grande variété de technologies pour ce type de dispositif. La plupart se basent sur : 
- des perturbations de la tension superficielle d'un liquide ;
- des capteurs et des systèmes microsystèmes électromécaniques[1] ;
- une rupture d'un composant fragile peu coûteux dont la fragilité est connue[1] ;
- des billes magnétiques pouvant être délogées d'un support[1].

## Transport et logistique

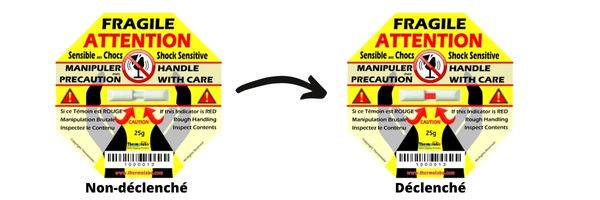
Fonctionnement d'un indicateur de choc.

En général, il s'agit d'un dispositif à usage unique permettant aux opérateurs de la chaîne logistique de contrôler si le colis a subi un choc qui pourrait engendrer sa détérioration. Il est positionné grâce à une bande adhésive. Les articles volumineux ou longs ont parfois des indicateurs de choc aux extrémités du conteneur d'expédition. 
Son apparence attire volontairement l'attention des maillons de la chaîne logistique afin de les inciter à prendre un soin particulier lors des manutentions. Le destinataire peut ainsi prendre d'éventuelles réserves pour préserver ses intérêts ou même rejeter l'expédition lorsque les indicateurs indiquent une manipulation sévère. Les vibrations et les compressions lors du transport ne déclenchent pas un indicateur de choc. Le coût d'un indicateur est généralement faible. Dans le même style de dispositif, il existe les indicateurs de renversement.

## Impacts sur les personnes

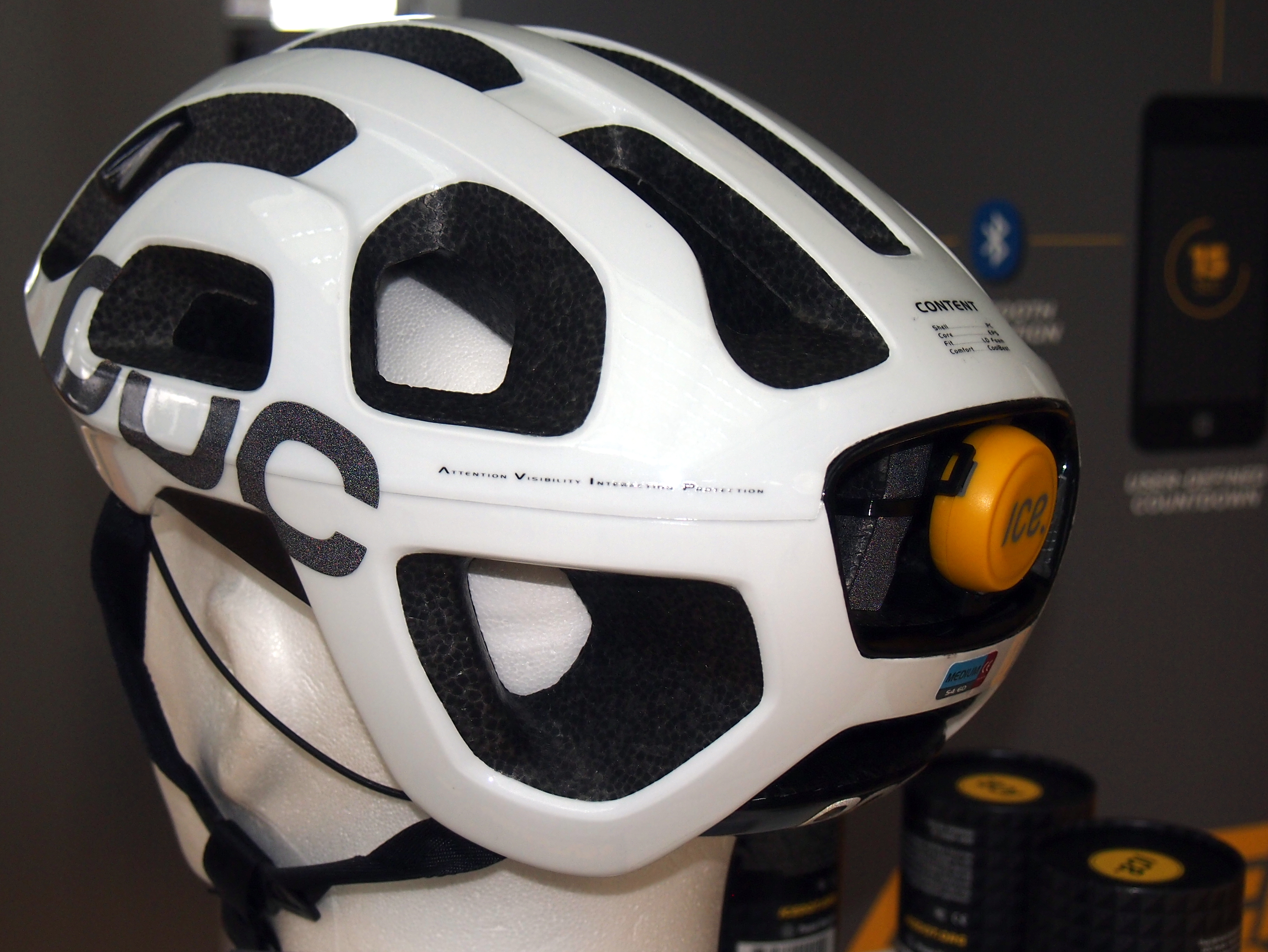
Capteur de choc sur casque de vélo.

Les équipements de protection individuelle tels que les casques sont parfois équipés de moniteurs d'impact. Ils permettent aux responsables d'estimer l'intérêt d'examens et soins médicaux. 
Les capteurs de chocs sur les casques de vélo peuvent détecter une collision et appeler de l'aide. Il existe des capteurs de chute destinés aux personnes âgées pour appeler à l'aide lorsqu'une chute est détectée.

## Autres utilisations
Une utilisation connexe d'un détecteur d'impact est celle de capteurs d'airbag automobile. Ils sont utilisés pour déclencher le système d'airbag de protection sur les véhicules actuels. Certaines balises de localisation d'urgence, comme les émetteurs de localisation d'urgence, sont activées par un choc ou un impact spécifique.